# حکم، گشنیز است
حکم، گشنیز است (انگلیسی: Clubs Are Trump) یک فیلم کمدی صامت کوتاه به کارگردانی هال روچ است که در سال ۱۹۱۷ منتشر شد.

## بازیگران
- هارولد لوید
- اسناب پالرد
- ببه دنیلز
- فرد سی. نیومیر
- گیلبرت پرت
- باد جیمیسون
- سمی بروکس
- چارلز استیونسون